# Lista de prefeitos de Caxias do Sul
Esta é a lista de prefeitos e vice-prefeitos do município de Caxias do Sul, estado brasileiro do Rio Grande do Sul
A cidade só ganhou autonomia política em 20 de junho de 1890, já no período republicano, quando a Colônia Caxias, então distrito de São Sebastião do Caí, foi emancipada, ganhando o estatuto de vila. Nesta ocasião foi indicada pelo Governo do Estado uma Junta Governativa, que assumiu as funções do Poder Executivo e do Poder Legislativo, e cuja composição sofreu várias modificações. O primeiro Conselho Municipal (hoje chamado Câmara de Vereadores), foi instalado em 14 de dezembro de 1891 e herdou as atribuições da Junta até a nomeação do primeiro intendente (hoje equivalente a prefeito) em 5 de julho de 1892, quando os poderes Executivo e Legislativo foram definitivamente separados.
| Nº | Nome                          | Imagem                       | Partido                                          | Vice-prefeito                         | Início do mandato              | Fim do mandato                                        | Observações |
| 1  | Ernesto Marsiaj               |                              | Partido Republicano Rio-Grandense PRR            | —                                     | 2 de julho de 1890             | 13 de fevereiro de 1891                               | Membro da Junta Governativa |
| 2  | Salvador Sartori              |                              | Partido Republicano Rio-Grandense PRR            | —                                     | 2 de julho de 1890             | 13 de fevereiro de 1891                               | Membro da Junta Governativa |
| 3  | Angelo Chittolina             |                              | Partido Republicano Rio-Grandense PRR            | —                                     | 2 de julho de 1890             | 15 de dezembro de 1891                                | Membro da Junta Governativa |
| 4  | Germano Parolini              |                              | Partido Republicano Rio-Grandense PRR            | —                                     | 3 de setembro de 1890          | 15 de dezembro de 1891                                | Membro da Junta Governativa |
| 5  | Pedro Oldra                   |                              | Partido Republicano Rio-Grandense PRR            | —                                     | 3 de setembro de 1890          | 30 de setembro de 1890                                | Membro da Junta Governativa |
| 6  | Romano Lunardi                |                              | Partido Republicano Rio-Grandense PRR            | —                                     | 30 de setembro de 1890         | 15 de dezembro de 1891                                | Membro da Junta Governativa |
| 7  | Rodolfo Félix Laner           |                              | Partido Republicano Rio-Grandense PRR            | —                                     | 13 de fevereiro de 1891        | 15 de dezembro de 1891                                | Membro da Junta Governativa |
| 8  | Antônio Moro                  |                              | Partido Republicano Rio-Grandense PRR            | —                                     | 13 de fevereiro de 1891        | 28 de março de 1891                                   | Membro da Junta Governativa |
| 9  | Luiz Michielin                |                              | Partido Republicano Rio-Grandense PRR            | —                                     | 28 de março de 1891            | 15 de dezembro de 1891                                | Membro da Junta Governativa |
| 10 | Antônio Xavier da Luz         |                              | Partido Republicano Rio-Grandense PRR            | —                                     | 1º de agosto de 1892           | 15 de setembro de 1894                                | Intendente |
| 11 | José Domingues de Almeida     |                              | Partido Republicano Rio-Grandense PRR            | —                                     | 3 de outubro de 1894           | 15 de setembro de 1895                                | Intendente |
| 12 | Alorino Machado de Lucena     |                              | Partido Republicano Rio-Grandense PRR            | —                                     | 15 de setembro de 1895         | 11 de outubro de 1895                                 | Intendente |
| 13 | José Cândido de Campos Júnior |                              | Partido Republicano Rio-Grandense PRR            | —                                     | 11 de outubro de 1895          | 1º de julho de 1902                                   | Intendente |
| 14 | Alfredo Soares de Abreu       |                              | Partido Republicano Rio-Grandense PRR            | —                                     | 1º de julho de 1902            | 5 de janeiro de 1904                                  | Intendente |
| 15 | Firmino Paim de Souza         |                              | Partido Republicano Rio-Grandense PRR            | —                                     | 5 de janeiro de 1904           | 13 de outubro de 1904                                 | Intendente |
| 16 | Serafim Terra                 |                              | Partido Republicano Rio-Grandense PRR            | —                                     | 13 de outubro de 1904          | 24 de julho de 1907                                   | Intendente |
| 17 | Vicente Rovea                 |                              | Partido Republicano Rio-Grandense PRR            | —                                     | 12 de agosto de 1908           | 12 de agosto de 1912                                  | Intendente |
|    | Tancredo Appio Feijó          |                              | Partido Republicano Rio-Grandense PRR            | —                                     | 25 de janeiro de 1910          | 1º ou 11 de dezembro de 1911                          | Intendente interino |
| 18 | José Penna de Moraes          |                              | Partido Republicano Rio-Grandense PRR            | —                                     | eleito em 12 de agosto de 1912 | 1924                                                  | Intendente |
|    | Hércules Galló                |                              | Partido Republicano Rio-Grandense PRR            | —                                     | 21 de novembro de 1914         | 11 de janeiro de 1915                                 | Intendente interino |
|    | José Batista                  |                              | Partido Republicano Rio-Grandense PRR            | —                                     | 11 de janeiro de 1915          | 17 de abril de 1916                                   | Intendente interino |
|    | Adauto Joaquim da Cruz        |                              | Partido Republicano Rio-Grandense PRR            | —                                     | 30 de julho de 1918            | dezembro de 1918                                      | Intendente interino |
| 19 | Celeste Gobbato               |                              | Partido Republicano Rio-Grandense PRR            | —                                     | 12 de outubro de 1924          | 12 de outubro de 1928                                 | Intendente |
| 20 | Thomaz Beltrão de Queiroz     |                              | Partido Republicano Rio-Grandense PRR            | —                                     | 12 de outubro de 1928          | 4 de outubro de 1930                                  | Intendente |
| 21 | Miguel Muratore               |                              | Partido Republicano Liberal PRL                  | —                                     | 5 de outubro de 1930           | 30 de dezembro de 1935                                | Prefeito nomeado |
| 22 | Dante Marcucci                |                              | Partido Social Democrático PSD                   | —                                     | 30 de dezembro de 1935         | 11 de maio de 1947                                    | Prefeito nomeado |
|    | Eduardo Ruiz Caravantes       |                              | Partido Democrata Cristão PDC                    | —                                     | novembro de 1945               | dezembro de 1945                                      | Prefeito interino |
| 23 | Demétrio Niederauer           |                              | Partido Republicano Liberal PRL                  | —                                     | 12 de maio de 1947             | 13 de dezembro 1947                                   | Nomeado pelo governo do estado para assumir a Prefeitura após a renúncia de Dante Marcucci                                                       |
| 24 | Luciano Corsetti              |                              | Partido Trabalhista Brasileiro PTB               | Ângelo Ricardo Costamilan (PRP)       | 13 de dezembro de 1947         | 31 de dezembro de 1951                                | Prefeito e vice eleitos em sufrágio universal |
| 25 | Euclides Triches              |                              | Partido Social Democrático PSD                   | Hermes João Webber                    | 31 de dezembro de 1951         | 31 de janeiro de 1954                                 | Prefeito e vice eleitos em sufrágio universal |
| 26 | Hermes João Webber            |                              | Partido Social Democrático PSD                   | —                                     | 31 de janeiro de 1954          | 31 de dezembro de 1955                                | Vice-prefeito eleito, assumiu a titularidade com a renúncia de Triches                                                                           |
| 27 | Rubem Bento Alves             |                              | Partido Trabalhista Brasileiro PTB               | Guido Fernando Mondin (PRP)           | 31 de janeiro de 1956          | 1º de abril de 1959                                   | Prefeito e vice eleitos em sufrágio universal |
| 28 | Bernardino Conte              |                              | Partido de Representação Popular PRP             | —                                     | 1º de abril de 1959            | 31 de dezembro de 1959                                | Presidente da Câmara de Vereadores, assumiu a Prefeitura com a renúncia de Bento Alves                                                           |
| 29 | Armando Alexandre Biazus      |                              | Partido Trabalhista Brasileiro PTB               | Isidoro Domingos Moretto (PRP)        | 31 de dezembro de 1959         | 31 de dezembro de 1963                                | Prefeito e vice eleitos em sufrágio universal |
| 30 | Hermes João Webber            |                              | Partido Social Democrático PSD                   | Idorly Zatti                          | 1º de janeiro de 1964          | 31 de dezembro de 1968                                | Prefeito e vice eleitos em sufrágio universal |
| 31 | Victorio Trez                 |                              | Movimento Democrático Brasileiro MDB             | Mansueto Serafini Filho               | 31 de janeiro de 1969          | 1972                                                  | Prefeito e vice eleitos em sufrágio universal |
| 32 | Mário Bernardino Ramos        |                              | Aliança Renovadora Nacional ARENA                | Mário David Vanin                     | 1973                           | 1975                                                  | Prefeito e vice eleitos em sufrágio universal |
| 33 | Mário Vanin                   |                              | Aliança Renovadora Nacional ARENA                | —                                     | 1975                           | 1976                                                  | Vice-prefeito eleito, assumiu a titularidade com a renúncia de Ramos                                                                             |
| 34 | Mansueto Serafini Filho       |                              | Movimento Democrático Brasileiro MDB             | Clóvis Drago                          | 1977                           | 1982                                                  | Prefeito e vice eleitos em sufrágio universal |
| 35 | Victorio Trez                 |                              | Partido do Movimento Democrático Brasileiro PMDB | Luiz Fernando Prates Menegat          | 1º de fevereiro de 1983        | 31 de dezembro de 1988                                | Prefeito e vice eleitos em sufrágio universal |
| 36 | Mansueto Serafini Filho       |                              | Partido da Frente Liberal PFL                    | Mário Vanin                           | 1º de janeiro de 1989          | 31 de dezembro de 1992                                | Prefeito e vice eleitos em sufrágio universal |
| 37 | Mário Vanin                   |                              | Partido Democrático Social PDS                   | Francisco de Assis Spiandorello       | 1º de janeiro de 1993          | 31 de dezembro de 1996                                | Prefeito e vice eleitos em sufrágio universal |
| 38 | Pepe Vargas                   |                              | Partido dos Trabalhadores PT                     | Marisa Virgínia Formolo Dalla Vecchia | 1º de janeiro de 1997          | 31 de dezembro de 2000                                | Prefeito e vice eleitos em sufrágio universal |
| 38 | Pepe Vargas                   | Justina Inez Onzi (PT)       | Partido dos Trabalhadores PT                     | 1º de janeiro de 2001                 | 31 de dezembro de 2004         | Prefeito reeleito e vice eleita em sufrágio universal | |
| 39 | José Ivo Sartori              |                              | Partido do Movimento Democrático Brasileiro PMDB | Alceu Barbosa Velho (PDT)             | 1º de janeiro de 2005          | 31 de dezembro de 2008                                | Prefeito e vice eleitos em sufrágio universal |
| 39 | José Ivo Sartori              | 1º de janeiro de 2009        | Partido do Movimento Democrático Brasileiro PMDB | Alceu Barbosa Velho (PDT)             | 31 de dezembro de 2012         | Prefeito e vice reeleitos em sufrágio universal       | |
| 40 | Alceu Barbosa Velho           |                              | Partido Democrático Trabalhista PDT              | Antonio Roque Feldmann (PMDB)         | 1º de janeiro de 2013          | 31 de dezembro de 2016                                | Prefeito e vice eleitos em sufrágio universal |
| 41 | Daniel Guerra                 |                              | Partido Republicano Brasileiro PRB               | Ricardo Fabris de Abreu (PRB)         | 1º de janeiro de 2017          | 22 de dezembro de 2019                                | Prefeito e vice eleitos em sufrágio universal |
| —  | Flávio Cassina                |                              | Partido Trabalhista Brasileiro PTB               | —                                     | 22 de dezembro de 2019         | 2 de janeiro de 2020                                  | Presidente da Câmara de Vereadores, assumiu a Prefeitura interinamente com o afastamento de Daniel Guerra por meio de um processo de impeachment |
| —  | Ricardo Daneluz               |                              | Partido Democrático Trabalhista PDT              | —                                     | 2 de janeiro de 2020           | 9 de janeiro de 2020                                  | Novo presidente da Câmara de Vereadores, assumiu a Prefeitura interinamente no lugar do ex-presidente da Câmara de Vereadores, Flávio Cassina    |
| 42 | Flávio Cassina                |                              | Partido Trabalhista Brasileiro PTB               | Edio Elói Frizzo (PSB)                | 9 de janeiro de 2020           | 1º de janeiro de 2021                                 | Prefeito e vice eleitos em eleição indireta pela Câmara de Vereadores                                                                            |
| 43 | Adiló Didomenico              |                              | Partido da Social Democracia Brasileira PSDB     | Paula Ioris (PSDB)                    | 1º de janeiro de 2021          | 31 de dezembro de 2024                                | Prefeito e vice eleitos em sufrágio universal |
| 43 | Adiló Didomenico              | Edson Néspolo (União Brasil) | Partido da Social Democracia Brasileira PSDB     | 1° de janeiro de 2025                 | Atual                          | Prefeito e vice eleitos em sufrrágio universal        | |